# Rosario La Mastra
Rosario La Mastra (Catania, 2 gennaio 1984) è un velocista italiano, vincitore di due medaglie, in altrettante rassegne internazionali, con la staffetta 4x100 metri: argento ai Mondiali militari di Hyderabad 2007 e bronzo agli Europei under 23 di Erfurt 2005.

## Biografia
Comincia la carriera sportiva nell'atletica (dopo aver praticato calcio) nel 1992 ad 8 anni (categoria Esordienti), crescendo al Campo Scuola di Catania con la Condani Sport Raddusa, guidato da Daniele Gioco, in cui resta fino al 2003.
Dal 2004 al 2012 gareggia per lo Sport Club Catania ASD e dal 2007 si tessera con il Centro Sportivo Carabinieri mantenendo il doppio tesseramento sino al 2012.
Nel 2001 vince l'argento nei 100 m sia in Spagna ai Giochi delle isole a Palma di Maiorca (bronzo con la staffetta 4x100 m) che ai campionati italiani di categoria.
Nel 2004 passa sotto la guida tecnica di Filippo Di Mulo, allenatore anche di Alessandro Cavallaro e Francesco Scuderi.
L'anno successivo, 2005, arriva la prima convocazione in una rappresentativa Nazionale giovanile per partecipare agli Europei under 23 di Erfurt in Germania, dove vince la medaglia di bronzo con la staffetta 4×100 metri insieme a Stefano Anceschi, Koura Kaba Fantoni ed Alessandro Rocco, stabilendo nell'occasione anche il record italiano promesse con 39"41.
Sempre nel 2005, agli assoluti indoor di Ancona esce in semifinale sui 60 m, mentre disputa la finale dei 100 m agli italiani promesse classificandosi sesto. Agli assoluti di Bressanone esce in batteria nei 100 m.
Nel 2006 gareggia nell'Incontro internazionale promesse a Firenze tra Italia, Russia, Cina ed Italia under 23: migliora nuovamente il record nazionale under 23 della 4x100 m insieme ad Andrew Howe, Stefano Anceschi e Fabio Cerutti vincendo in 39"06 e poi invece arriva ottavo sui 100 m.
Nello stesso anno si laurea anche campione italiano promesse nei 100 m (non parte nella batteria dei 200 m) e vicecampione nazionale universitario sulla stessa distanza (5º nella 4x100 m).
Finalista agli assoluti, conclude sesto sui 60 m indoor (non parte nella staffetta 4x200 m) e quinto agli assoluti di Torino. Inoltre termina in quarta posizione sui 60 m agli italiani promesse indoor.
Il 9 giugno del 2007 vince il Meeting internazionale di Ginevra con il tempo di 10"28, nuovo primato personale, che gli permette di far parte della staffetta 4×100 m (insieme con Fabio Cerutti, Andrew Howe e Jacques Riparelli) vincitrice nella Second League di Coppa Europa tenutasi in Italia a Milano (la vittoria contribuisce alla promozione/ritorno della Nazionale italiana in Super League). Grazie a queste prestazioni si garantisce la convocazione nella rappresentativa della Nazionale assoluta, sia nella prova individuale che per quella di staffetta, per la rassegna iridata giapponese: nei 100 m ai Mondiali di Osaka (Giappone) viene preferito a discapito di Jacques Riparelli, appena uscito da un infortunio. Qui stabilisce in batteria il nuovo primato personale in 10"27 (esce nei quarti di finale); partecipa poi alla staffetta insieme a Simone Collio, Maurizio Checcucci e Jacques Riparelli, ma viene subito eliminato in batteria.
La stessa formazione, con l'eccezione di Cavallaro al posto di Checcucci, si ripresenta ai Mondiali militari di ottobre ad Hyderabad in India, vincendo la medaglia d'oro con 39"28, nuovo record dei campionati. Affronta anche la finale dei 100 m in cui si classifica quinto.
In Italia, ai campionati nazionali assoluti indoor va fuori in batteria sui 60 m, mentre agli assoluti di Padova vince due medaglie: bronzo nei 100 m ed argento con la 4x100 m.
Salta per infortunio l'intera stagione sportiva 2008 per un infortunio al tendine d'Achille ed anche quella dei campionati italiani assoluti, indoor di Ancona e outdoor a Milano, del 2009 partecipando soltanto a Sulmona agli italiani di società.
Agli assoluti di Grosseto nel 2010, reduce dalla riabilitazione dopo l'intervento per l'infortunio al tendine d'Achille, va subito fuori in batteria sui 100 m.
Nel 2011 partecipa alle Universiadi di Shenzhen in Cina uscendo nei quarti di finale sui 100 m.
In Italia invece si laurea campione universitario sui 100 m (sesto con la 4x100 m); inoltre termina al settimo posto sui 100 m agli assoluti di Torino.
2012, dopo essere stato semifinalista sui 60 m agli assoluti indoor, il suo quarto posto agli assoluti di Bressanone (gli ultimi da lui disputati) il 7 luglio (10º con la staffetta 4x100 m) gli permette di essere selezionato nella staffetta 4x100 m per i Giochi olimpici di Londra (Gran Bretagna) dove però resta, come staffettista di riserva, con la rappresentativa olimpica della Nazionale seniores senza però gareggiare: il quartetto italiano composto da Fabio Cerutti, Simone Collio, Davide Manenti e Jacques Riparelli non va oltre la batteria.
L'ultima gara del 2012 la disputa in Svizzera il 30 agosto a Zurigo sui 100 m del Weltklasse Zürich.
Salta l'intera stagione sportiva 2013 per un altro infortunio (il secondo) al tendine d'Achille.
Ritorna alle gare agonistiche il 26 gennaio del 2014 a Roma sui 60 m indoor.
Nel mese di maggio subisce un altro infortunio al tendine d'Achille (il terzo in carriera) e ritorna all'attività agonistica il 6 giugno del 2015 a Piacenza sui 100 m e prosegue da agonista anche nel 2016.

## Progressione

### 60 metri piani indoor
| Stagione | Tempo | Luogo  | Data      | Rank. Mond. |
| -------- | ----- | ------ | --------- | ----------- |
| 2016     | 7"06  | Modena | 27-2-2016 | -           |
| 2014     | 6"92  | Roma   | 26-1-2014 | -           |
| 2012     | 6"85  | Roma   | 29-1-2012 | -           |
| 2011     | 6"83  | Ancona | 6-2-2011  | -           |
| 2007     | 6"92  | Ancona | 18-2-2007 | -           |
| 2006     | 6"81  | Ancona | 19-2-2006 | -           |
| 2005     | 6"96  | Ancona | 19-2-2005 | -           |

### 100 metri
| Stagione | Tempo | Luogo          | Data      | Rank. Mond. |
| -------- | ----- | -------------- | --------- | ----------- |
| 2016     | 10"62 | Misterbianco   | 1-7-2016  | -           |
| 2015     | 11"00 | Savona         | 11-7-2015 | -           |
| 2014     | 11"83 | Gavardo        | 19-5-2014 | -           |
| 2012     | 10"56 | Ponzano Veneto | 29-6-2012 | -           |
| 2011     | 10"37 | Misterbianco   | 10-6-2011 | -           |
| 2010     | 10"53 | Roma           | 10-6-2010 | -           |
| 2009     | 10"63 | Milano         | 25-6-2009 | -           |
| 2007     | 10"27 | Osaka          | 25-8-2007 | -           |
| 2006     | 10"33 | Rieti          | 21-7-2006 | -           |
| 2005     | 10"66 | Palermo        | 18-6-2005 | -           |

## Palmarès
| Anno | Manifestazione     | Sede             | Evento      | Risultato        | Tempo | Note   |
| ---- | ------------------ | ---------------- | ----------- | ---------------- | ----- | ------ |
| 2001 | Giochi delle isole | Palma di Maiorca | 100 m piani | Argento          | 11"10 | [ 5 ]  |
| 2001 | Giochi delle isole | Palma di Maiorca | 4x100 m     | Bronzo           | 45"21 | [ 6 ]  |
| 2005 | Europei under 23   | Erfurt           | 4×100 m     | Bronzo           | 39"41 | [ 7 ]  |
| 2007 | Mondiali           | Osaka            | 100 m piani | Quarti di finale | 10"32 | [ 8 ]  |
| 2007 | Mondiali           | Osaka            | 4×100 m     | Batteria         | 38"81 | [ 8 ]  |
| 2007 | Mondiali militari  | Hyderabad        | 100 m piani | 5º               | 10"45 | [ 9 ]  |
| 2007 | Mondiali militari  | Hyderabad        | 4x100 m     | Oro              | 39"28 | [ 10 ] |
| 2011 | Universiadi        | Shenzhen         | 100 m piani | Quarti di finale | 10"58 | [ 11 ] |

## Campionati nazionali
- 1 volta campione universitario nei 100 m (2011)
- 1 volta campione promesse nei 100 m (2006)

2001
- Argento ai Campionati italiani allievi e allieve, (Fano), 100 m - 11"10[12]

2005
- In semifinale ai Campionati italiani assoluti indoor, (Ancona), 60 m - 6"99[13]
- 6º ai Campionati italiani juniores e promesse, (Grosseto), 100 m - 10"79[14]
- In batteria ai Campionati italiani assoluti, (Bressanone), 100 m - 10"67[14]

2006
- 4º ai Campionati italiani allievi-juniores-promesse indoor, (Ancona), 60 m - 6"84[15]
- 6º ai Campionati italiani assoluti indoor, (Ancona), 60 m - 6"82[16]
- In finale ai Campionati italiani assoluti indoor, (Ancona), 4x200 m - dns[17]
- Argento ai Campionati nazionali universitari, (Desenzano del Garda), 100 m - 10"47[18]
- 5º ai Campionati nazionali universitari, (Desenzano del Garda), 4x100 m - 43"19[19]
- 5º ai Campionati italiani assoluti, (Torino), 100 m - 10"54[20]
- Oro ai Campionati italiani juniores e promesse, (Rieti), 100 m - 10"33[21]
- In batteria ai campionati italiani juniores e promesse, (Rieti), 200 m - dns[22]

2007
- In batteria ai Campionati italiani assoluti indoor, (Ancona), 60 m - 6"92[23]
- Bronzo ai Campionati italiani assoluti, (Padova), 100 m - 10"65[24]
- Argento ai Campionati italiani assoluti, (Padova), 4x100 m - 40"79[25]

2010
- In batteria ai Campionati italiani assoluti, (Grosseto), 100 m - 10"67[26]

2011
- Oro ai Campionati nazionali universitari, (Torino), 100 m - 10"69[27]
- 6º ai Campionati nazionali universitari, (Torino), 4x100 m - 43"02[28]
- 7º ai Campionati italiani assoluti, (Torino), 100 m - 10"54[29]

2012
- In semifinale ai Campionati italiani assoluti e promesse indoor, (Ancona), 60 m - 7"00[30]
- 4º ai Campionati italiani assoluti, (Bressanone), 100 m - 10"58[31]
- 10º ai Campionati italiani assoluti, (Bressanone), 4x100 m - 42"03[32]

## Altre competizioni internazionali
2006
- 8º nell'Incontro internazionale promesse Italia-Russia-Cina-Italia under 23, ( Firenze), 100 m - 10"51[33]
- Oro nell'Incontro internazionale promesse Italia-Russia-Cina-Italia under 23, ( Firenze), 4x100 m - 39"06[33]

2007
- Oro nella First League della Coppa Europa, ( Milano), 4x100 m - 39"09[8]